# Scala sismica
Una scala sismica è una scala di misurazione usata per misurare e confrontare l'intensità dei terremoti.
Due diversi tipi di scale ugualmente importanti sono usati comunemente dai sismologi per descrivere i terremoti. La forza originaria o energia di un terremoto è misurata in base a una scala di magnitudo, mentre l'intensità della scossa in ogni punto sulla superficie terrestre è misurata in base a una scala di intensità.

## Magnitudo e Intensità
La violenza di un terremoto è descritta sia dalla magnitudo sia dall'intensità. Questi due termini, frequentemente confusi, si riferiscono a differenti ma correlate osservazioni. La magnitudo caratterizza l'aspetto di un terremoto misurando indirettamente l'energia rilasciata. L'intensità indica gli effetti locali e potenziali in base ai danni prodotti da un terremoto sulla superficie della terra e di come esso colpisce uomini, animali, strutture, e oggetti naturali come le masse d'acqua. Ogni terremoto ha un solo valore di magnitudo, ma diverse intensità, a seconda degli effetti locali prodotti, poiché questi variano secondo parametri quali la distanza dall'epicentro, la resistenza sismica delle strutture e le condizioni del suolo. Ad esempio, un terremoto che si verifica in una città antica ma che conta anche costruzioni moderne, avrà un solo valore di magnitudo, ma diversi gradi d'intensità, poiché nel centro storico il terremoto provocherà più danni che nella zona moderna, proprio a causa della diversa resistenza sismica esistente tra vecchie e nuove abitazioni.
Charles Richter, l'inventore della magnitudo Richter, distinse intensità e magnitudo come segue: 

## Scale dell'intensità sismica
La prima semplice classificazione dell'intensità del terremoto fu escogitata da Domenico Pignataro nel 1780. La prima scala di intensità riconoscibile, nel senso moderno del termine, fu redatta da P.N.G. Egen nel 1828, anticipando i tempi. La prima scala di intensità adottata largamente, la Rossi-Forel, fu introdotta nel tardo XIX secolo. Da allora sono state sviluppate molte scale di intensità e sono usate in diverse parti del mondo. La scala correntemente usata negli Stati Uniti è la Scala Mercalli Modificata (MM); la Scala Macrosismica Europea (EMS-98) è usata in Europa; la Shindo è usata in Giappone; la MSK-64 è usata in India, Israele, Russia e negli Stati Indipendenti del Commonwealth; la Liedu (GB/T 17742-1999) è usata nella Cina continentale; Hong Kong usa la scala MM; Taiwan usa la scala Shindo. La maggior parte di queste scale hanno 12 gradi di intensità, che sono grossolanamente equivalenti gli uni agli altri in valori, ma variano nel grado di sofisticazione impiegato nella loro formulazione.

### Magnitudo locale
La magnitudo locale (ML) o Magnitudo Richter, anche conosciuta popolarmente come scala Richter (in modo del tutto errato, poiché non si tratta di una scala nel senso scientifico del termine), è una misura dell'energia sprigionata da un terremoto. Nel 1930, il sismologo californiano Charles Richter escogitò una semplice funzione numerica per descrivere la relativa grandezza dei terremoti nella California del sud. La ML è ottenuta misurando la massima ampiezza di una registrazione secondo il sismometro a torsione di Wood-Anderson (o uno calibrato ad esso) ad una distanza di 100 km dall'epicentro del terremoto. Altre più recenti misurazioni di magnitudo includono: le onde di corpo (mb), le onde superficiali (Ms), e la magnitudo di durata (MD). Ognuna di queste è bilanciata per portare valori similari a quelli portati dalla magnitudo locale, ma siccome ognuna è basata su una misurazione di un aspetto del sismogramma, esse non sempre rilevano la potenza complessiva della sorgente. Specificamente, alcune possono essere influenzate dalla saturazione a una più alta magnitudo di valori significativi sottovalutando sistematicamente la magnitudo di più grandi eventi. Questo problema inizia intorno a magnitudo 6.0; la magnitudo delle onde superficiali si satura sopra il valore 8.0. Malgrado le limitazioni, le magnitudo più vecchie sono ancora largamente usate, poiché possono essere calcolate rapidamente; i loro cataloghi di molti anni addietro sono disponibili, sufficienti per la più grande maggioranza degli eventi osservati, e inoltre godono familiarità presso il grande pubblico.

### Scala di magnitudo del momento sismico
A causa delle limitazioni delle scale di magnitudo, una nuova, più uniformemente applicabile loro estensione, nota come magnitudo del momento sismico (MW) per rappresentare la grandezza dei terremoti, fu introdotta da Thomas C. Hanks e Hiroo Kanamori nel 1977. In particolare, per molti grandi terremoti la magnitudo del momento porta una più affidabile stima della grandezza del terremoto. Questo succede perché il momento sismico è derivato dal concetto di momento in fisica e dunque fornisce indizi sulla grandezza fisica di un terremoto — la grandezza della rottura di faglia insieme allo spostamento — come pure la somma dell'energia rilasciata. Così, mentre anche il momento sismico è calcolato dai sismogrammi, esso può anche essere ottenuto a posteriori dalle stime geologiche della grandezza della rottura e dallo spostamento di faglia. I valori dei momenti per i terremoti osservati si estendono oltre più di 15 ordini di magnitudo, e siccome non sono influenzati da variabili come le circostanze locali, i risultati ottenuti lo rendono agevole per confrontare oggettivamente le grandezze di differenti terremoti.